# Sommeren med Monika
Sommeren med Monika er en svensk romantisk dramafilm fra 1953 instrueret af Ingmar Bergman. Filmen har Harriet Andersson og Lars Ekborg i hovedrollerne, mens handlingen er taget fra en af Per Anders Fogelströms romaner med samme titel fra 1951.
Filmen fik premiere i Sverige den 9. februar 1953. Bergman havde på dette tidspunkt været tæt involveret med Harriet Andersson og opfattede filmen som et redskab for hende. De to fortsatte med at arbejde sammen i filmprojekter som Gøglernes aften (1953), Sommernattens smil (1955), Som i et spejl (1961) og Hvisken og råb (1972).

## Medvirkende (i udvalg)
- Harriet Andersson som Monika Eriksson
- Naemi Briese som Monikas mor
- Lars Ekborg som Harry Lund
- Georg Skarstedt som Harrys far
- Dagmar Ebbesen som fru Lindström
- Åke Fridell som Ludvig Eriksson
- Sigge Fürst som Johan
- John Harryson som Lelle